# Youssef Abouelhassan
Youssef Ahmed Zaky Abouelhassan (arabisch يوسف أبو الحسين; * 7. Dezember 2001) ist ein ägyptischer Radrennfahrer, der auf Straße und Bahn aktiv ist. In ägyptischen Medien wird sein Name auch teilweise mit Youssef Zaki (arabisch يوسف زكي) wiedergegeben, in internationalen Ergebnislisten wird er stets unter dem Namen Youssef Abouelhassan geführt.

## Sportlicher Werdegang
Mit 17 Jahren gewann Abouelhassan bei den Afrika-Meisterschaften im Bahnradsport 2018 unter den Junioren drei Goldmedaillen und zeichnete sich bei den Afrikanischen Jugendspielen aus, wo er Gold im Einzelzeitfahren auf der Straße gewann. 2019 war er Junioren-Afrikameister im Zeitfahren auf der Bahn und holte eine Silbermedaille bei den Arabischen Meisterschaften.
Auch in der Elite gewann Abouelhassan ab 2020 eine Reihe von Medaillen bei Afrikanischen und Arabischen Meisterschaften, wobei er neben Mannschaftserfolgen auch einen individuellen Meistertitel im Ausscheidungsfahren der Afrika-Meisterschaften 2022 holte. Auf der Bahn hatte er sowohl in Kurzzeit-Disziplinen als auch Ausdauer-Disziplinen Erfolg. Außerhalb des afrikanischen und arabischen Raums trat er regelmäßig im Nations Cup und bei Bahnradsport-Weltmeisterschaften an. 2024 vertrat er Ägypten im olympischen Omnium-Wettkampf.

## Erfolge

### Bahn
2018
 Afrika-Meister (Junioren) – Punktefahren, Teamsprint (mit Assem Khalil Elhusseini und Mohamed Farag), Mannschaftsverfolgung (mit Assem Elhusseini Khalil, Mohamed Farag und Mohamed Eissa)
 Afrika-Meisterschaften (Junioren) – Scratch, Einerverfolgung
 Afrika-Meisterschaften (Junioren) – Zeitfahren
2019
 Afrika-Meister (Junioren) – Zeitfahren
2020
 Afrika-Meister – Mannschaftsverfolgung (mit Assem Elhusseini Khalil, Mohamed Mahmoud und Sayed Elkhouly)
 Afrika-Meisterschaften – Einerverfolgung
2022
 Afrika-Meister – Ausscheidungsfahren, Teamsprint (mit Ahmed Elsenfawi und Ahmed Saad)
 Afrika-Meisterschaften – Madison (mit Ahmed Saad)
 Afrika-Meisterschaften – Mannschaftsverfolgung (mit Ahmed Saad, Abdalrahman Fahim und Ahmed Elsenfawi)
 Ägyptischer Meister – Omnium
2023
 Afrika-Meisterschaften – Mannschaftsverfolgung (mit Mahmoud Bakr, Ahmed Saad und Assem Elhusseini Khalil)
 Afrika-Meisterschaften – Madison (mit Ahmed Saad)
 Arabische Meisterschaften – Madison (mit Mahmoud Bakr)
 Arabische Meisterschaften – Teamsprint (mit Mahmoud Bakr und Begad Saad)
 Arabische Meisterschaften – Keirin
2024
 Afrika-Meisterschaften – Madison (mit Mahmoud Bakr), Mannschaftsverfolgung (mit Mahmoud Bakr, Sayed Elkadia und Omar Elsaid)
 Afrika-Meisterschaften – Scratch, Ausscheidungsfahren
2025
 Afrika-Meister – Madison (mit Mahmoud Bakr)
 Afrika-Meisterschaften – Mannschaftsverfolgung (mit Mahmoud Bakr, Ahmed Elsenfawi und Assem Elhusseini)

### Straße
2018
 Afrikanische Jugendspiele – Einzelzeitfahren
2019
 Arabische Meisterschaften (Junioren) – Einzelzeitfahren
2022
 Afrika-Meisterschaften – Mixed-Staffel